# Pixelhiba
A pixelhiba az LCD képernyő jellegzetes meghibásodása, amely során egy vagy több pixel nem tudja megfelelően változtatni a színét. Az ilyen képernyők pixeleit folyadékkristály-cellák alkotják (rendszerint pixelenként három, az RGB színkeverésnek megfelelően), amelyekben a kristályok helyzete, és ezáltal a cella fényáteresztő képessége a kapott feszültség függvényében változik. A pixelhibát rendszerint a cellát vezérlő tranzisztor meghibásodása okozza; a cella így mindig a minimális vagy maximális feszültséget kapja.

## Garancia
A modern TFT-képernyőknél elég gyakori ez a hiba ahhoz, hogy a javítása ne legyen gazdaságos, ezért a legtöbb gyártó nem vállal pixelhibákra teljeskörű garanciát, hanem az ISO 13406-2 szabvány második osztályának kritériumait követi. A szabvány a pixelhibák három csoportját különbözteti meg:
- Type 1: mindig fehér képpont
- Type 2: mindig sötét képpont
- Type 3 (szubpixelhiba): az RGB-komponensekből csak az egyik hibás

Klaszterhibának nevezi a szabvány, ha egy 5×5-ös pixelrácsban egynél több hiba van. A megengedett hibák számára (amelynél még nem kell garanciálisan cserélni a monitort) a szabvány négy lehetséges osztályt határoz meg:
| Osztály | Type 1 | Type 2 | Type 3 | Type 1 / type 2 klaszterhiba | Type 3 klaszterhiba |
| ------- | ------ | ------ | ------ | ---------------------------- | ------------------- |
| I       | 0      | 0      | 0      | 0                            | 0                   |
| II      | 2      | 2      | 5      | 0                            | 2                   |
| III     | 5      | 15     | 50     | 0                            | 5                   |
| IV      | 50     | 150    | 500    | 5                            | 50                  |

## Házi javítás
Egyes esetekben a pixelhibák házilag is javíthatóak (más esetekben ez még súlyosabb kárt okozhat a monitorban). A két általában javasolt módszer a pixel színének gyors váltogatása egy célprogrammal, illetve a képernyő megnyomása egy ceruzával vagy egyéb tompa tárggyal a hibás ponton.